# Велиев, Искендер Махмуд оглы

Фотография с коллегами и преподавателями при обучении на Доктора Аграрных Наук в г. Перуджа, Италия. Искендер Велиев Махмуд оглы в верхнем ряду второй слева.

Искендер Махмуд оглы Велиев (1897—1974) — советский селекционер хлопчатника, лауреат Сталинской премии 2-й степени (1949).
Родился в городе Баку в семье рабочего. 
В 1923 году получил степень Доктора Аграрных Наук, выданную в Перудже (Италия) в Королевским Высшем Экспериментальном Аграрном Институте.
С 1924 года, с первого дня организации Гянджинской селекционной станции (будущий АзНИХИ) и до последних дней жизни возглавлял отдел селекционной работы по хлопчатнику. 
Соавтор сортов 1363, 2018, 2302, 2421, 2833, получивших широкое распространение.
Кандидат сельскохозяйственных наук. Старший научный сотрудник.
За выведение новых высокоурожайных сортов стал лауреатом Сталинской премии 2-й степени 1949 года.
Награждён орденом Ленина, двумя орденами Трудового Красного Знамени, двумя орденами «Знак Почёта», медалями.
Избирался депутатом Верховного Совета Азербайджанской ССР IV созыва.